# 滝沢由佳
滝沢 由佳（たきざわ ゆか）は、東京都出身のミュージカル俳優。

## 来歴
日本女子大学付属高等学校を経て日本女子大学家政学部を卒業。1994年に劇団四季・研究所に入所し、翌1995年日生劇場での「クレイジー・フォー・ユー」で舞台デビュー。以降、シャープなダンスと確かな歌唱力を活かし、さまざまなミュージカルに出演。2007年に劇団四季を退団し、フリーのダンサーとなる。2009年12月には、自身にとって初の東宝ミュージカルとなる「シェルブールの雨傘」に出演。

## エピソード
- 劇団四季を退団後も、客演として2010年の全国公演「コーラスライン」キャシー役の他、「キャッツ」(タントミール役、ディミータ役)にも出演している。

## 出演作品（～2007年）
- 「クレイジー・フォー・ユー」（ルイーズ役）
- 「ウエスト・サイド物語」（クラリス、ヴェルマ役）
- 「エビータ」
- 「キャッツ」（タントミール、ディミータ役）
- 「ソング＆ダンス1～3」（ダンスパート）
- 「コンタクト」（妊婦、クラブの客）
- 「コーラスライン」（キャシー役）

## 出演作品（2008年～）
- 2008年1月：明治座「川中美幸公演」
- 2008年9月：新歌舞伎座「川中美幸公演」
- 2009年4月：世田谷パブリックシアター「夏木マリ印象派NEO－わたしたちの赤ずきん」
- 2009年12月：日生劇場「シェルブールの雨傘」
- 2010年1月：シアターBRAVA!「シェルブールの雨傘」
- 2010年8月：東京芸術劇場「タン・ビエットの唄」